# Мискинджа
Мискинджа (лезг. Мискич, Мискинджа) — село в Докузпаринском районе Дагестана. Образует сельское поселение «село Мискинджа» как единственный населённый пункт в его составе.

## География
Село расположено на правом берегу реки Самур у северного подножия горы Шалбуздаг, в 8 км восточнее соседнего райцентра Ахты, в 85 км юго-западнее железнодорожной станции Белиджи.
По селу протекает речка Курун-кам и впадает в реку Самур. На северной стороне села возвышается вершина горы Гатундаг.

## Население
| \| 1895[3] \| 1926[4] \| 1939[5] \| 1970[6] \| 1989[7] \| 2002[8] \| 2010[9] \| \| -------- \| -------- \| -------- \| -------- \| -------- \| -------- \| -------- \| \| 2753 \| ↘1826 \| ↘1495 \| ↗2366 \| ↘2348 \| ↗3373 \| ↗3522 \| \| 2012[10] \| 2013[11] \| 2014[12] \| 2015[13] \| 2016[14] \| 2017[15] \| 2018[16] \| \| ↗3555 \| ↗3608 \| ↘3574 \| ↘3555 \| ↘3511 \| ↘3469 \| ↘3412 \| \| 2019[17] \| 2020[18] \| 2021[19] \| 2023[20] \| 2024[21] \| 2025[1] \| \| \| ↘3352 \| ↘3315 \| ↗3468 \| ↗3469 \| ↗3485 \| ↘3472 \| \| 1000 2000 3000 4000 1989 2014 2019 2025 |       |       |       |       |       |       |
| 1895 | 1926  | 1939  | 1970  | 1989  | 2002  | 2010  |
| 2753 | ↘1826 | ↘1495 | ↗2366 | ↘2348 | ↗3373 | ↗3522 |
| 2012 | 2013  | 2014  | 2015  | 2016  | 2017  | 2018  |
| ↗3555 | ↗3608 | ↘3574 | ↘3555 | ↘3511 | ↘3469 | ↘3412 |
| 2019 | 2020  | 2021  | 2023  | 2024  | 2025  |       |
| ↘3352 | ↘3315 | ↗3468 | ↗3469 | ↗3485 | ↘3472 |       |

По национальности жители села — лезгины. Единственный населённый пункт, в котором проживают лезгины, исповедующие ислам шиитского толка.
Население Мискинджи исторически делится на родовые патронимы — сихилы: Агьмедар, Агъацарар (Мисрияр), Бинетар, Гылар (ыГылар), Какамар, Къайитар, Къараяр (Тумбулар), Кlаркlарар, Кlачlамар, Келбияр, Лезгерар, Миримар, Стlурар, Фезлияр, Хартlукlар, Хъутер (Такацар), Пир-незерар.
Члены одного сихила называют друг друга мурасар. Сихилы, в свою очередь, состоят из родственных групп, тухумов (родов): Агьмедар, Агъацарар, Ашар, Бацар, Бинетар, Гылар, Давутар, Джардаяр, Ичlер, Какамар, Качумар, Келбияр, Курукlнар, Къайитар, Къантарар, Къараяр, Кlаркlарар, Кlачlамар, Кlашар, Кlипlичар, Лезгерар, Лгар, Махтумар, Мемекьар, Мемехар, Мидикьар, Миримар, Пир-Незерар, Саларар, Стlурар, Такацар, Ташкьуяр, Фезлияр, Хартlукlар, Храхар, Хъукъуяр, Чепер, Чlимикьар, Шах-Асварар, Шебияр, Ших-Мурадар, Ших-Саравар, Ялцугъар, Яралияр и др.
Сихил, по мискинджинским адатам, должен состоять из сорока и более семей, а поэтому сихилами считается лишь треть существующих тухумов.

## История
На настоящее время единственный известный источник, описывающий период основания села, — арабская хроника «Тарих Мискинджа», обнаруженная в августе 2009 года группой учёных под руководством профессора А. Р. Шихсаидова в селе Мискинджа. Как следует из этой рукописи, село было основано при Сасанидах примерно в 520 году и названо «Масканиджаh», что в переводе со среднеперсидского означает «место высокого статуса».
При Сасанидах и арабах Мискинджа имела статус центра Самурской долины. Здесь была построена крепость, пять смотровых башен, сооружено водохранилище и построены дома от крепости до реки Самур. Первым правителем поселения был назначен Кантар. Согласно рукописи, мискинджинцы приняли ислам в 632 году.
 Исторически важную надпись о Мискиндже можно найти в старой мечети селения Каракюре Докузпаринского района. Куфические надписи в мечети гласят, что жители сёл Каракюре, Мискинджа и Ахты в VI—VIII вв. н. э. воевали с хазарами. Профессор А. Р. Шихсаидов датирует эту мечеть X—XI вв. н. э.
Многие историки, писатели, этнографы высказывают свои предположения о происхождении селения Мискинджа, объясняющую, в частности, почему жители села придерживаются шиитского направления ислама, тогда как население соседних сёл Докузпаринского района — сунниты. Так, исследовательница С. C. Агаширинова (1978) приводила следующую версию образования Мискинджи, которую она услышала от местного жителя в ходе полевых работ в к. 1950-х гг.: «Местные жители рассказывают следующее: их предки были родом из Ирана, откуда они были выселены за неповиновение шаху... Поскольку они единственные из лезгин исповедовали мусульманство шиитского толка, у них часто бывали военные столкновения с соседями — ахтынцами, а также табасаранцами, кайтаками, казикумухами, аварцами и др.».
Исторически доказано, что в начале XV века в ауле Мискинджи существовала религиозная школа — медресе. Так, в 1975 году в селении Цудахар найдена рукопись книги великого поэта и мыслителя востока Саади Ширази «Гюлистан» на арабском языке, датированная 1409 годом. На рукописи нашли надпись «…лезги вилаятра машгьур алим, Шиназви … алимрикайни къанунчийрикай, виридлайни лайихвилер авай кас …, чӏехи устад патал. Мискискарин хуьре кхьин къувуна». На полях рукописи «Анвар» (наклейка № 223), хранящейся в Институте истории, языка и литературы ДНЦ РАН, имеется следующая запись: «Произошло вооружённое столкновение у села Заулаки между войсками Сурхай-хана и Кюры, и было убито много мужчин с обеих сторон. В месяце шаъбан в субботу на рассвете 1195 г. хиджры руками Сурхай-хана и Ума-хана (Аварского) было разрушено село Мискинджи в 1197 г. хиджры».
В селении сохранилось несколько средневековых мечетей с тяжёлыми дубовыми дверьми, украшенными орнаментами арабского происхождения. Резьба по дереву на некоторых предметах домашнего обихода и особенно травные орнаменты чисто арабского типа характерны не только для Мискинджи, но и для некоторых других сел Докузпаринского района. Примечательны также типы домов, предметы домашнего обихода, старинная одежда и т. д. Всё это является материальным показателем древних контактов села с шиитским миром мусульманского Ближнего Востока, но не доказательством происхождения села Мискинджа.
Народная память сохранила имена борцов против захватчиков и феодального произвола, среди которых Амай — воевавший во главе ополчения лезгин Самурской долины против турок и совершивший грабительский набег в Кахетию, Магомед-бек — предводитель горцев Докузпары и Алтыпары, участвовавших в Кубинском восстании 1837—1839 гг., Саидмет, Дабаш и другие.
В 1839—1900 гг. Мискинджа являлась центром Докузпаринского наибства.
В 1886 году в селе проживало 2833 человека.

### Мискинджинское бекство
В годы правления ширваншаха Халилл-уллы I (1417—1465) из династии Дербенди из Ширвана выделяется эмирство, отданное в правление Ильчи-Ахмаду. Это эмирство включало в себя территории нынешних Ахтынского, Докузпаринского, Курахского районов Дагестана. После смерти Ильчи-Ахмада Бахадура, его сын Мухаммад-бек стал владетелем Ахтынского и Мискинджинского бекств. После его смерти его три сына разделили эти владения: Хасан-бек утвердился в Ахтах, Ахмад-бек в Мискиндже и Аббас в Мацаре. Потомки каждого из трёх унаследовали эти земли. Ахмад-бек заселился в Мискиндже с двумя сыновьями, Мухаммад-беком и Марван-беком. Они основали там новый род и правили потомственно.

### Мискинджинская битва
17 сентября 1848 года, уже после падения крепости Гергебиль (Кавказская война), Шамиль начинает кампанию в верховье реки Самур. 25 сентября Даниял-бек вступил в аул Ахты, который был местопребыванием начальника Самурского округа Дагестанской области Российской империи, и начал осаду Ахтинского редута. 26 сентября горцы взяли штурмом соседствующий с Ахты редут Тифлисское, а гарнизон разгромили. Даниял-бек, Кебед Мухаммед и Хаджи-Мурад с 7000 бойцами расположились у Мискинджи с целью не позволить Аргутинскому прийти на помощь защитникам Ахтынского укрепления, которые все ещё держались. От Микраха до Мискинджи горцы соорудили несколько завалов. Войска пошли на них фронтально. 22 сентября 1848 года три батальона Ширванского полка, каждый численностью по 700 солдат, поддерживаемые огнём гранат и ракет, двинулись на штурм укрепленных позиций горцев, располагавшихся у аула Мискинджа. Мюридами были заняты позиции на склонах гор, куда пробирались солдаты. Защищающиеся разили солдат ружейным огнём и камнями, однако ширванцы брали один завал за другим. В итоге горцы выбиты со всех завалов и поспешно отступали в сторону Ахтов. Возле самого аула отряды Кибит-Магомы соединились с войсками Хаджи-Мурата. В боях у аула Мискинджа мюриды потеряли 300 человек убитыми и 60 пленными. Русские потеряли 156 солдат и 6 офицеров. Войска Шамиля прекратили осаду крепости и передвинулись вплотную к Ахтам. Но русские сумели прорваться и подойти к редуту, после чего Шамиль отступил в горы.

## Достопримечательности
- Могила Баба-Канбара - знаменосца арабского полководца Масламы ибн Абдул-Малика.
- Могила выдающегося средневекового воина Амая.
- Памятник Мирзабеку Ахундову.
- Мемориал участникам Великой Отечественной войны.
- Новая большая мечеть в вершине села имени Пророка Мухаммада.

## Книги о Мискиндже
- Сфиев С.Ю. Люди аула Мискинджи. - Махачкала, 1997.
- Мамедов М.Г. Село Мискинджа и мискинджинцы. - Махачкала, 2000.
- Тарих Мискинджа. - Москва, 2022.
- Агацарский Г.Г. История Мискинджи. - Махачкала, 2023.

## Известные уроженцы
- Магомед-бек Мискинджинский — военный деятель союза вольных обществ Докузпара и Алтыпара. Один из соратников Хаджи Мухаммада в период Кубинского восстания.[31]
- Ахундов, Мирзабек Таибекович (1897—1928) — революционер, народный комиссар земледелия РД, заместитель Председателя Даг ЦИКа, член бюро обкома ВКП(б), член ЦИКа ССР и РСФСР. Самый молодой министр (нарком) в истории Дагестана (23 года)[32]. Один из инициаторов земельной и водной реформ в Дагестане. Кавалер ордена Боевого Красного Знамени.
- Агацарский, Агабек Гусейнович (1900—1948) — заместитель министра угольной промышленности СССР. Один из самых высокопоставленных дагестанцев на арене ВОВ: гвардии полковник[33]. Первый исследователь горных массивов Шалбуздага, составитель подробной геологической карты с указанием находящихся в них полезных ископаемых[34].
- Шихметов, Гусейн Кулиевич (1902—1964) — инженер-строитель, заслуженный изобретатель АзССР, автор известных в Советском Союзе изобретений, таких как Эстакадостроительный агрегат (кран) Шихметова, Монтажный кран Шихметова и др.[35]
- Сфиев, Сфибуба Юсуфович(1924—2010) — министр Юстиции ДАССР (первый в истории Дагестана[32]). Заслуженный юрист РД и РФ. Почетный работник госбезопасности СССР. Писатель. Автор книг «Двадцатитрехлетний нарком», «Перебитый панцырь», «Пароль — Седой Каспий», «Нищие духом» и др. Основоположник Дагестанского детектива.
- Серкеров, Серкер Акберович (1937—2011) — доктор технических наук, профессор, декан факультета геологии и геофизики Государственной академии нефти и газа; академик РАЕН; член Евро-Азиатского геофизического общества; член Американского общества разведочных геофизиков; член Европейского общества геофизиков; Почётный работник газовой промышленности; Почётный нефтяник; Почётный разведчик недр.
- Ходжаев, Мамед-Гусейн Несрединович (1935—1990) — создатель и первый директор Научно-исследовательского института при Госплане СССР, доктор экономических наук, профессор.
- Примова, Файзат Назаровна — член Верховного Суда Дагестана, член президиума Верховного Суда, председатель гражданской коллегии этого суда. Судья первого квалификационного класса (Генерал-майор юстиции). Заслуженный юрист РД.
- Ахмедов, Шукур Каримуллаевич — старший следователь прокуратуры РФ по особо важным делам, Советник юстиции 3 класса (генерал- майор)[36]. 2 августа 2013 года освобождён от должности.[37]
- Агацарский, Агабек Гарунович — мастер спорта СССР по самбо (1973) и дзюдо (1977). Заслуженный тренер СССР.
- Айдаев, Багиш Мустафаевич — народный артист ДАССР, Заслуженный артист РФ.
- Зейналова, Фаризат Магомедовна — Народная артистка РД. Поэт и композитор.
- Мамедов, Мамед Гусейнович — профессор, доктор физико-математических наук, Заслуженный деятель науки РФ.
- Канберовы, Фахредин и Седредин Магомедагаевичи — организаторы лезгинского молодёжного движения «Садвал» в Махачкале в начале 2000-х гг. Они же одни из организаторов нашумевшего на всю страну митинга в селении Мискинджа 25 апреля 2006 года против главы администрации Докузпаринского района.
- Ибрагимова, Айна Казбековна — заслуженная артистка РФ, советская и российская канатоходка, ведущая артистка Главсоюзцирка.
- Гаджибеков, Исмаил Октаевич - российский тяжелоатлет, трёхкратный чемпион и двукратный серебряный призёр чемпионатов России и пятикратный обладатель Кубка России.
- Рзаев, Альберт Алиханович - С 2020 года тренер сборной России по легкой атлетике. Лучший тренер Республики Дагестан 2019 года. Заслуженный тренер РФ. Награжден орденом Дружбы народов.
- Гаджибеков, Али Амрахович — российский футболист, играл за ФК «Анжи» в 2006—2016 гг., ныне защитник футбольного клуба «Чайка».